# Kilindoni
Kilindoni este o așezare situată în partea de est a Tanzaniei, pe insula Mafia, în regiunea Pwani. La recensământul din 2002 înregistra 11.696 locuitori. Principala așezare a insulei. Aeroport.